# Quneitra
Quneitra oder Kunaitra (arabisch القنيطرة, DMG al-Qunaiṭira ‚das Brücklein‘, hebräisch קוּנַיְטְרָה Qūnajṭrah) ist eine Stadt auf den Golanhöhen im Südwesten von Syrien. Vor dem Abzug der israelischen Truppen haben diese im Juni 1974 nach syrischen Angaben die Stadt fast vollständig zerstört und wurden dafür von der UN kritisiert. Die Stadt ist bis heute zerstört und wird seitdem von der United Nations Disengagement Observer Force (UNDOF) kontrolliert.
Im Dezember 2024 geriet die Stadt unter israelische Kontrolle.

## Beschreibung
Quneitra liegt auf 985 Meter Höhe etwa 60 Kilometer südwestlich von Damaskus. Das gleichnamige syrische Gouvernement ist größtenteils von Israel besetzt und wurde 1981 von Israel annektiert; die Annexion wurde 1982 auf einer UN-Sondersitzung für nichtig erklärt. Quneitra liegt in einem von der United Nations Disengagement Observer Force und syrischen Polizisten kontrollierten Streifen direkt an der Grenze zum israelisch besetzten Golan. Ein Besuch der Stadt war im Mai 2011 nur mit einer Sondergenehmigung des syrischen Innenministeriums möglich.

## Geschichte
Der Ort wurde im 19. Jahrhundert während des Osmanischen Reiches gegründet. 1840 lebten für wenige Jahre einige Familien hier, die möglicherweise auf Anweisung von Ibrahim Pascha angesiedelt worden waren. 1873 bis 1890 wurden hier aus dem Kaukasus durch Russland vertriebene Tscherkessen angesiedelt, um arabische Aufständische zu kontrollieren. Die Ersten kamen über die Zwischenstation Sivas in Anatolien. Anfangs beschränkten sie sich auf Viehzucht, da ihnen kein Ackerland von den arabischen Nachbarn zugestanden wurde. 1878 gab es 300 bis 400 Tscherkessen, deren Zahl abzunehmen drohte. Im selben Jahr kamen 2000 Tscherkessen aus Bulgarien hinzu, die mit Landwirtschaft begannen und in der Umgebung neue Siedlungen gründeten. Ein Bericht aus dem folgenden Jahr schilderte eine funktionierende Wirtschaft und zählte in Quneitra etwa 100 kleine Häuser. Um 1885 lebten die Tscherkessen in zwölf größeren Dörfern in der Umgebung. Quneitra selbst besaß 260 Häuser, in denen 1300 Bewohner lebten.
Während des Ersten Weltkriegs nach dem Sieg der Triple Entente in der Schlacht bei Megiddo über die Mittelmächte nahmen am 29. September 1918 die australisch-neuseeländische ANZAC Mounted Division und die 5th Cavalry Division (India) den Osmanen Quneitra ab, bevor sie Damaskus eroberten. Frankreich und Großbritannien teilten das Osmanische Reich unter sich auf und zogen neue Grenzen. Dabei kam Quneitra ans französische Völkerbundmandat für Syrien und Libanon.

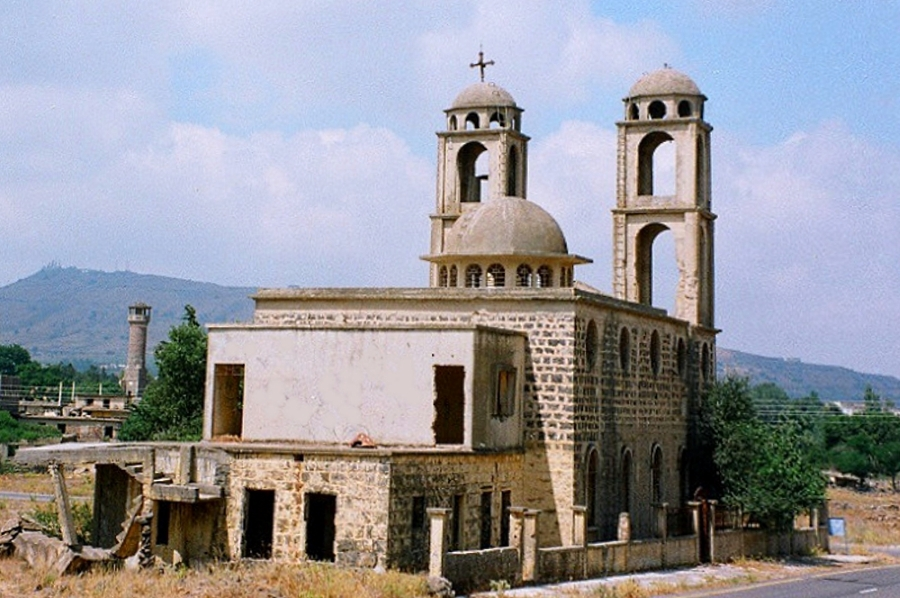
Georgskirche 2009

In den folgenden Jahren zogen viele Christen aus Dörfern des Golans nach Quneitra. Deshalb ließ der Metropolit Al-Rahim Kamandos Maʿalouf (الرحيم كمندوس معلوف) der griechisch-orthodoxen Diözese Caesareia Philippi
(أبرشية قيصرية فيلبس, Banyas) 1930/1931 am östlichen Stadtrand Quneitras die St. Georgskirche (كنيسة القديس جاورجيوس Kanīsat al-Qiddīs Ǧāwurǧiyūs) errichten. 1932 hatte der Hauptort des Golan 1.200, fast ausschließlich tscherkessische Einwohner, ein Hotel, eine Post- und eine Polizeistation sowie einen Zollposten.
Im Jahr 1940, nach dem Waffenstillstand von Compiègne Frankreichs mit Deutschland, hat dieses das hitlerfreundliche Vichy-Regime Marschall Pétains anerkannt und ihm die Kolonialstreitkräfte gegen die Bedingung belassen, dass deutsche Truppen die Bahnen in Syrien zum Aufmarsch gegen den Suezkanal nutzen dürften. Ein hitlerfreundlicher Militärputsch im Irak 1941, Rommels Vorstoß nach Ägypten und der deutsche Überfall auf die Sowjetunion rückten den deutschen Zugriff auf die Ölfelder des Nahen Ostens in den Bereich des Möglichen. Darauf eroberten britische Truppen mit Forces françaises libres im Juni 1941 die französischen Mandatsgebiete. In diesem Syrisch-Libanesischen Feldzug kam es in Quneitra zu teils heftigen Gefechten zwischen alliierten und Vichy-Kräften.
Nach dem Ende des Zweiten Weltkrieges (1945) und dem Abzug der letzten französischen Soldaten (1946) wurde die Stadt Teil der neu entstandenen Syrischen Republik. Der Beschluss der UNO vom 29. November 1947, im Mai 1948 das Mandatsgebiet zu teilen, sah die Gründung eines arabischen und eines jüdischen Staates vor, da die gemäß den Mandatsbestimmungen des Völkerbunds von 1922 entstandene jüdische Heimstätte nach Ansicht der UNO in einem binationalen Palästina für die Zukunft nicht gesichert war.
Sollte jedoch in Teilen Palästinas überhaupt ein Staat für Juden gegründet werden, kündigten zwei Tage nach dem Teilungsbeschluss der Vereinten Nationen die benachbarten Staaten Königreich Ägypten, Königreich Irak, Libanon, Saudi-Arabien, Syrische Republik und Transjordanien – sämtlich Mitglieder der Arabischen Liga – die Invasionen ihrer Streitkräfte an. Im Vorlauf dieser angekündigten Invasionen erlangte die Stadt strategische Bedeutung. Schon vor Ausbruch des Krieges um Israels Unabhängigkeit unterstützte Syrien die Arabische Befreiungsarmee mit Soldaten und lieferte Kriegsmaterial nach Galiläa. Nördlich des Sees Genezareth legte Syrien nahe der Grenze ein Nachschubdepot an.
Am 14. Mai 1948, dem Tag der Unabhängigkeit Israels, rückten die ersten Streitkräfte Syriens südlich des Sees ins ehemalige Mandatsgebiet Palästina ein, wo sie die Israelis überraschten, und nahmen am 18. Mai das Dorf Zmach. Am 6. Juni rückte eine zweite Brigade nördlich des Sees vor, wo sie am 10. Juni Mischmar haJarden eroberte, womit sie zwei Brückenköpfe westlich des Jordans hielten. Weitere Erfolge blieben aus, im Waffenstillstand von 1949 zogen die Syrer sich zurück.
1967 lebten 29.400 Menschen in der Stadt. Im Rahmen des Sechstagekrieges wurde Quneitra am 10. Juni 1967 von der israelischen Armee erobert. Nach der Eroberung durch Israel wurde vier Kilometer westlich der Kibbuz Merom Golan gegründet. Zu Beginn des Jom-Kippur-Kriegs 1973 wurde die Stadt zunächst von der syrischen Armee kurzzeitig zurückerobert, fiel dann aber nach Gegenangriffen erneut an die Israelis.
Bevor sich die israelischen Truppen 1974 zurückzogen und Quneitra UN-Friedenstruppen übergaben, mussten die 37.000 Einwohner die Stadt verlassen. Quneitra soll nach Angaben der syrischen Seite von der israelischen Armee daraufhin zerstört worden sein, die UN bestätigte diese Angaben. Nach israelischer Darstellung ist Quneitra jedoch bereits 1973 von syrischer Artillerie stark verwüstet worden.
Derzeit leben im Ort nur noch vier christliche Familien sowie die Soldaten des dort stationierten UN-Sicherheitskontingents. Quneitra ist heute eine verminte Geisterstadt, die nur in Begleitung von syrischem Sicherheitspersonal oder von UN-Truppen besucht werden darf. Sie wird in der syrischen Öffentlichkeit als Beispiel für das kaltschnäuzige Vorgehen der israelischen Armee dargestellt. In Damaskus befindet sich ein Museum, das „Oktober-Krieg-Panorama“, in dem sich ein Modell von Quneitra befindet und ein Film die syrische Sicht des Konflikts über die Stadt dokumentiert.
Am 7. Mai 2001 betete Johannes Paul II. dort auf seiner Pastoralreise durch Syrien in der Georgskirche, 2011 tat es ihm Erzbischof Hieronymos II. von Athen gleich. 
Im syrischen Bürgerkrieg stand die Stadt im November 2016 unter Kontrolle der sunnitischen Extremisten der al-Nusra-Front.
Am 26. Juli 2018 besetzte die syrische Baath-Armee die Stadt Quneitra erneut.
Im Dezember 2024 geriet die Stadt unter israelische Kontrolle.

## Grenzübergang
Westlich der Stadt liegt der einzige Grenzübergang zwischen Syrien und Israel. Dieser wurde infolge des syrischen Bürgerkrieges geschlossen und am 15. Oktober 2018 wieder eröffnet.